# J.C. & W. Altorffer
Drukkerij Altorffer (voorheen J.C. & W. Altorffer) is een Nederlandse drukkerij opgericht in 1784 in de Zeeuwse stad Middelburg.
De drukkerij is opgezet door Johan Coenraad Altorffer, geboren in het Zwitserse Schaffhausen in 1750. Nadat Middelburg in de Tweede Wereldoorlog zwaar beschadigd was is de drukkerij in de jaren zestig verplaatst naar Roosendaal en in handen van de familie Bouwens.
De drukker heeft onder meer publicaties verzorgd voor het Koninklijk Zeeuwsch Genootschap der Wetenschappen. 